# Lethe (djur)
Lethe är ett släkte av fjärilar. Lethe ingår i familjen praktfjärilar.

## Bildgalleri

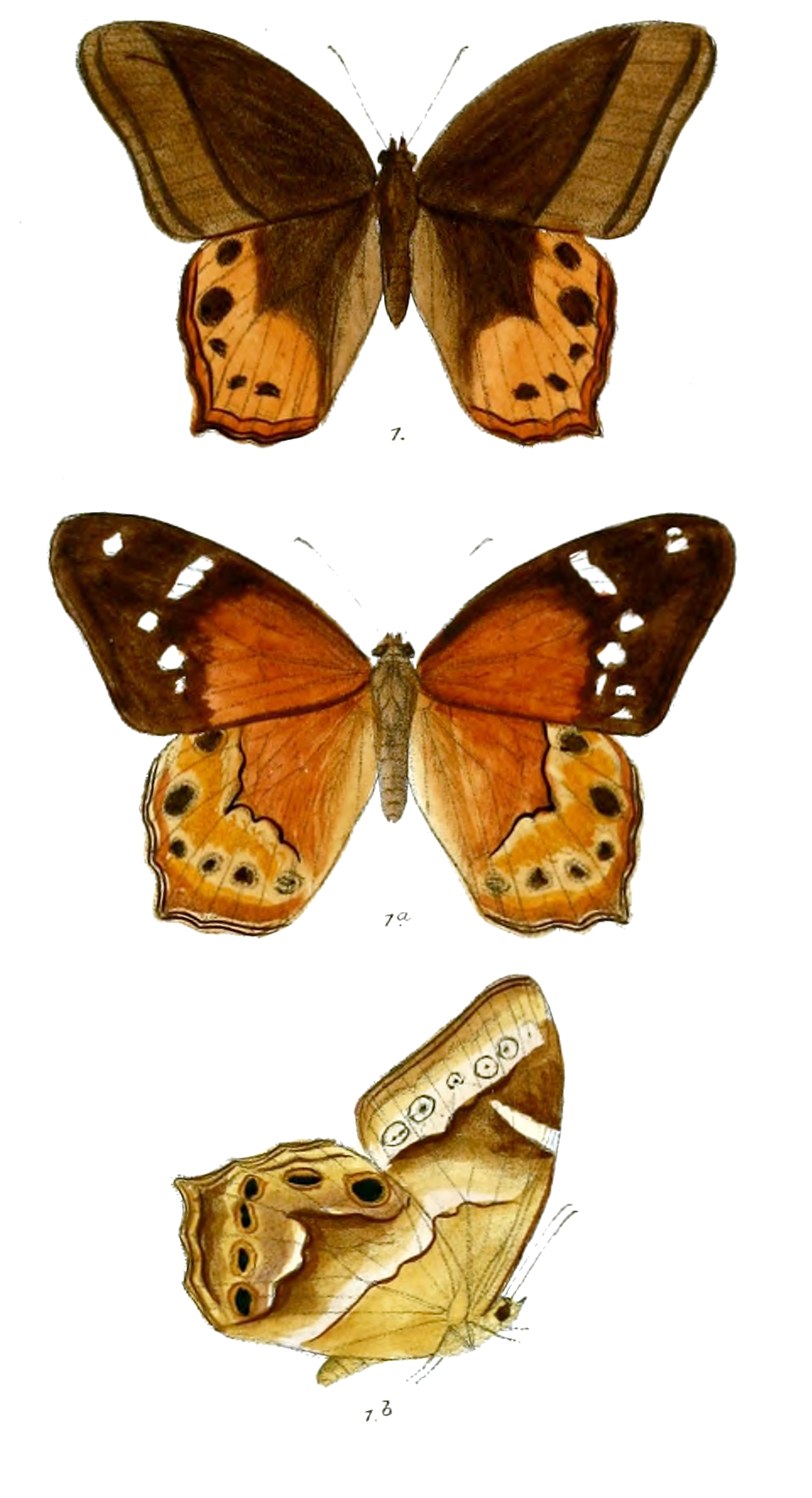
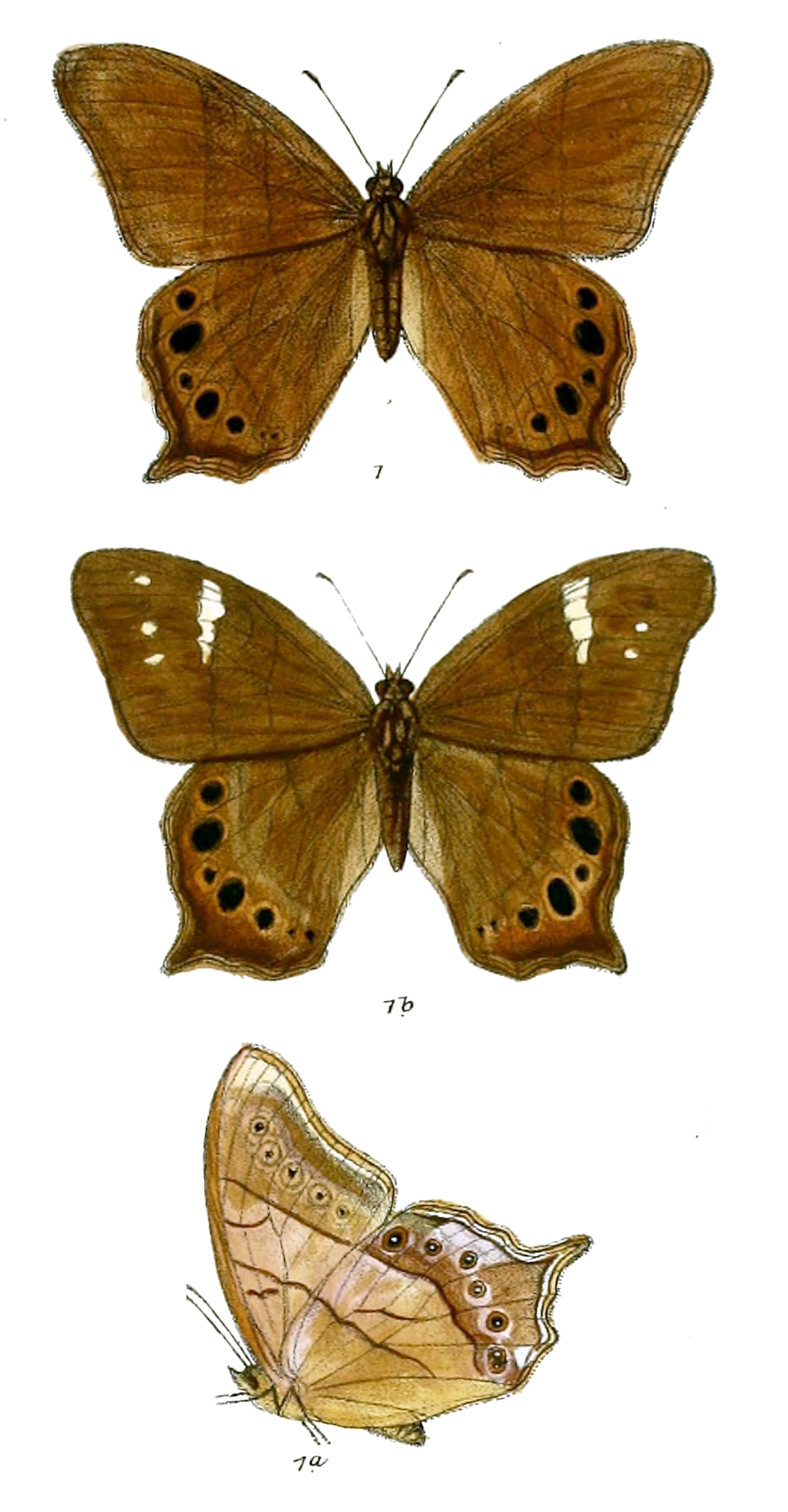
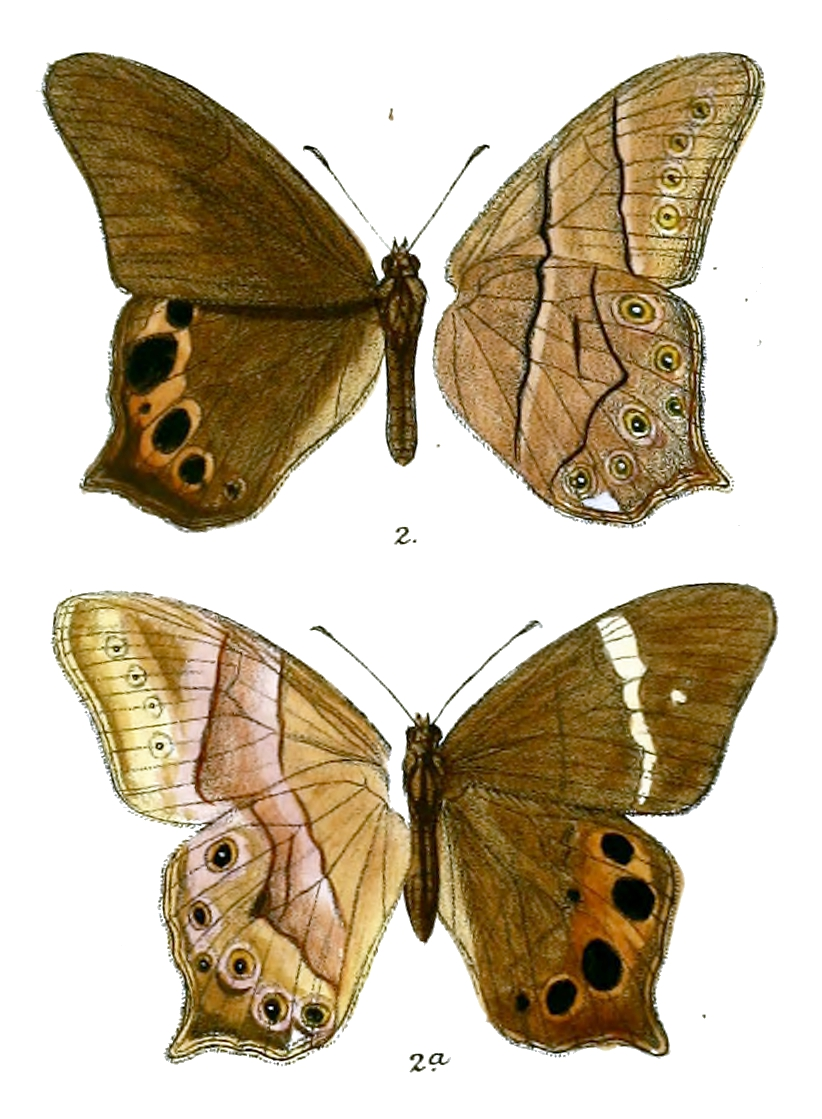
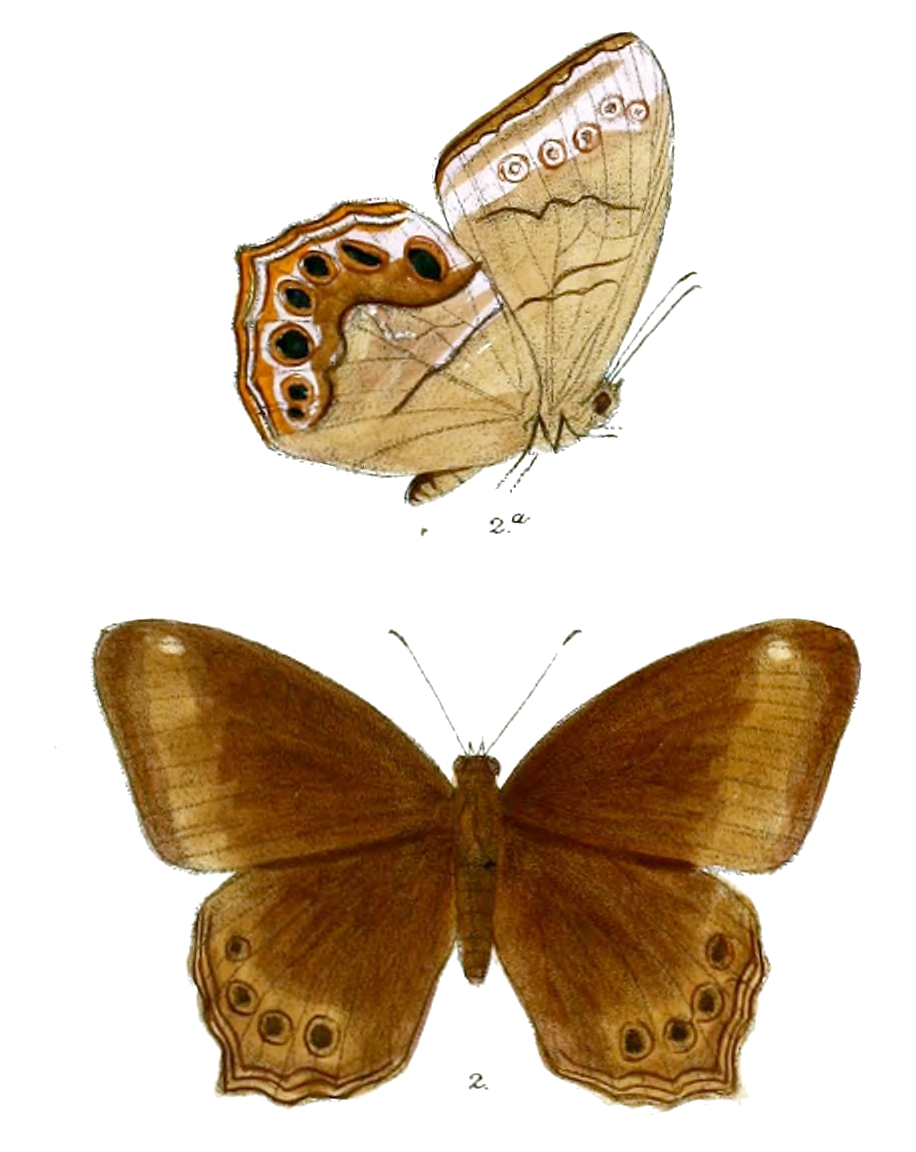
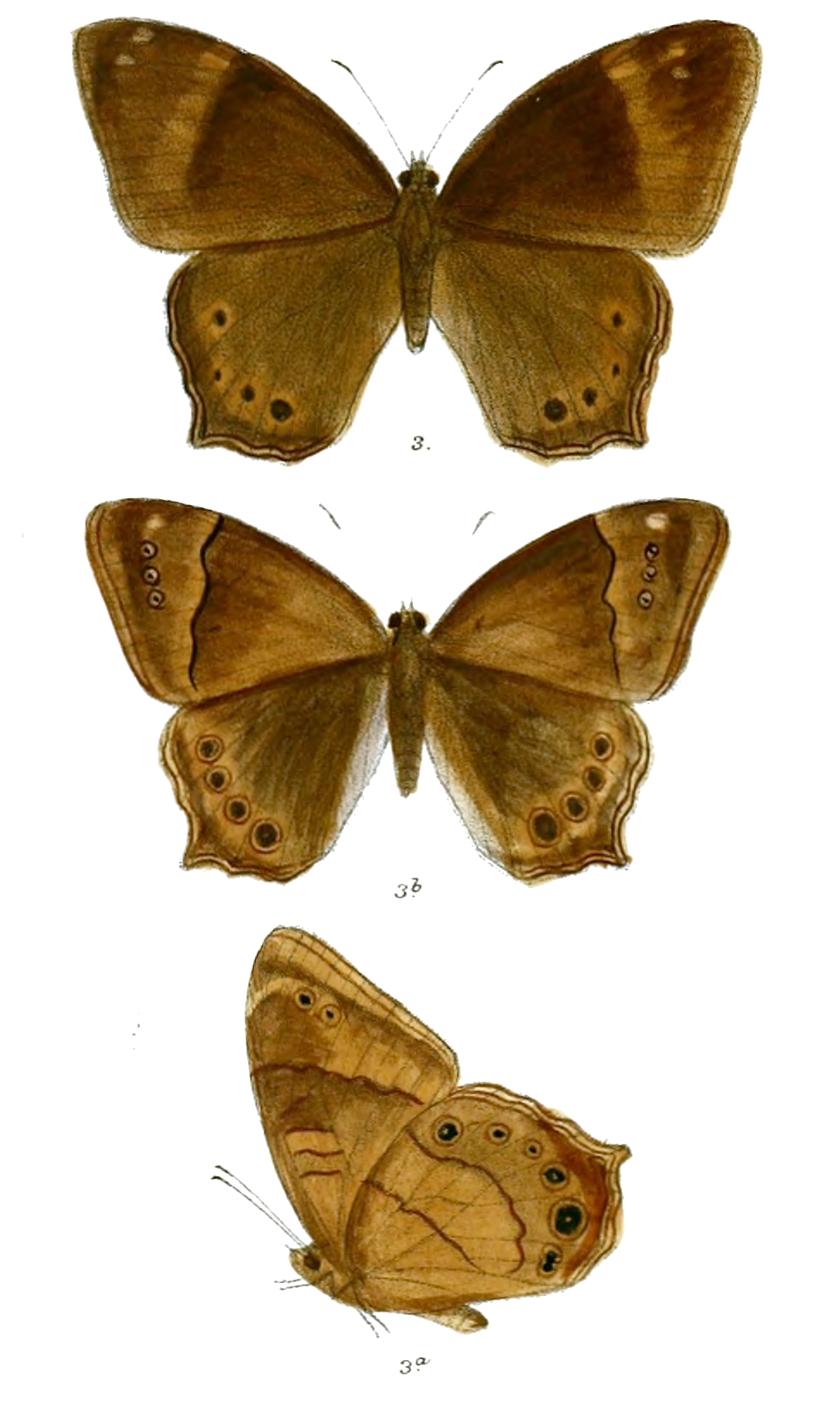
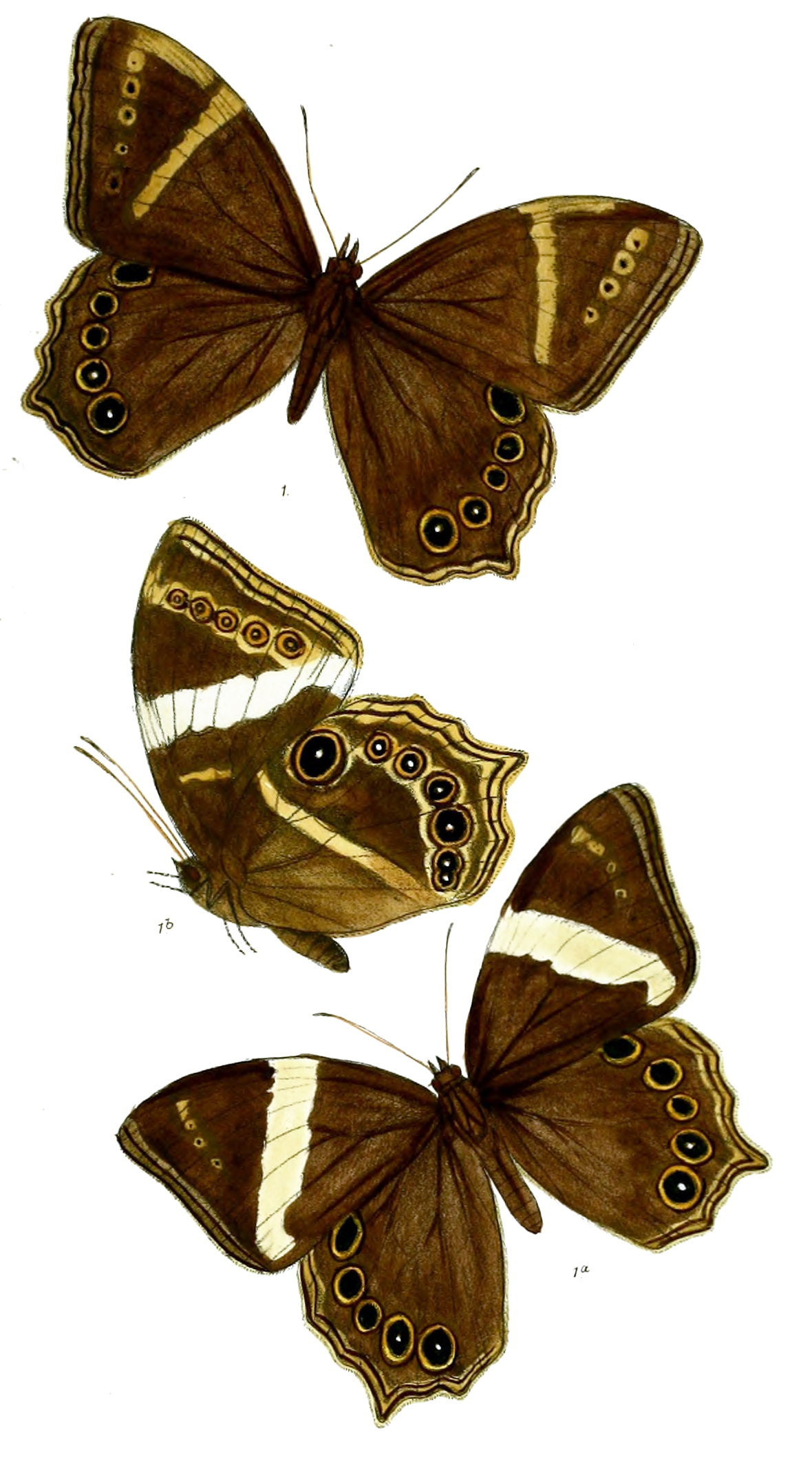

## Dottertaxa tillLethe, i alfabetisk ordning[1]
- Lethe advipa
- Lethe aisa
- Lethe alaca
- Lethe alberta
- Lethe albolineata
- Lethe anatha
- Lethe andersoni
- Lethe angulata
- Lethe anunda
- Lethe anysis
- Lethe apara
- Lethe appalachia
- Lethe arcadia
- Lethe arcuata
- Lethe arete
- Lethe argentata
- Lethe armandina
- Lethe atkinsonia
- Lethe baileyi
- Lethe baladeva
- Lethe baucis
- Lethe beroe
- Lethe bhairava
- Lethe bhutya
- Lethe boisduvalii
- Lethe bojonia
- Lethe borneensis
- Lethe boweri
- Lethe brisanda
- Lethe bruno
- Lethe burmana
- Lethe butleri
- Lethe byzaccus
- Lethe caerulescens
- Lethe calisto
- Lethe callipteris
- Lethe camilla
- Lethe canthus
- Lethe caumas
- Lethe celeja
- Lethe cerama
- Lethe cevanna
- Lethe chandica
- Lethe chekiangensis
- Lethe christophi
- Lethe cintamani
- Lethe coelestis
- Lethe confluens
- Lethe confusa
- Lethe consanguis
- Lethe consobrina
- Lethe conspicua
- Lethe crijnana
- Lethe cybele
- Lethe cyrene
- Lethe daemonica
- Lethe dakwania
- Lethe darena
- Lethe daretis
- Lethe dataensis
- Lethe davidi
- Lethe davidianus
- Lethe debata
- Lethe dejeani
- Lethe deliades
- Lethe delila
- Lethe diana
- Lethe diluta
- Lethe dinarbas
- Lethe dirphia
- Lethe distans
- Lethe distincta
- Lethe diunaga
- Lethe dolopes
- Lethe dora
- Lethe drypetis
- Lethe dura
- Lethe dynsate
- Lethe dyrta
- Lethe elwesi
- Lethe embolima
- Lethe enima
- Lethe erebina
- Lethe europa
- Lethe eurydice
- Lethe fasciata
- Lethe fixseni
- Lethe flanona
- Lethe flavofasciata
- Lethe formosana
- Lethe fuhaica
- Lethe fumosus
- Lethe gada
- Lethe gafuri
- Lethe gambara
- Lethe gammiei
- Lethe gana
- Lethe gelduba
- Lethe gemina
- Lethe goalpara
- Lethe godona
- Lethe gopaka
- Lethe gracilis
- Lethe gregoryi
- Lethe gulnihal
- Lethe hanako
- Lethe hecate
- Lethe helena
- Lethe helle
- Lethe hige
- Lethe hyrania
- Lethe insana
- Lethe insularis
- Lethe irma
- Lethe isabella
- Lethe issa
- Lethe jalaurida
- Lethe jomaria
- Lethe kabrua
- Lethe kabruensis
- Lethe kanjupkula
- Lethe kansa
- Lethe karafutonis
- Lethe kinabalensis
- Lethe kuantungensis
- Lethe kuatunensis
- Lethe kumara
- Lethe labyrinthea
- Lethe ladesta
- Lethe lanaris
- Lethe laodamia
- Lethe latiaris
- Lethe laticincta
- Lethe libitina
- Lethe lotaoshanensis
- Lethe luaba
- Lethe luteofasciata
- Lethe lyncus
- Lethe maacki
- Lethe mahamaya
- Lethe maitrya
- Lethe malaya
- Lethe mandersi
- Lethe mangala
- Lethe manis
- Lethe mansonia
- Lethe manthara
- Lethe manzorum
- Lethe marga
- Lethe margaritae
- Lethe marginalis
- Lethe mataja
- Lethe mekara
- Lethe meridionalis
- Lethe minerva
- Lethe minima
- Lethe moelleri
- Lethe monilifera
- Lethe moupinensis
- Lethe nada
- Lethe naga
- Lethe naganum
- Lethe nagaraja
- Lethe naias
- Lethe namaura
- Lethe namura
- Lethe narkunda
- Lethe neelgheriensis
- Lethe negrito
- Lethe neoclides
- Lethe nicetas
- Lethe nicetella
- Lethe nicevillei
- Lethe nigrifascia
- Lethe niladana
- Lethe nudgara
- Lethe obscura
- Lethe occulta
- Lethe ocellata
- Lethe ochrescens
- Lethe oculatissima
- Lethe pallida
- Lethe pavida
- Lethe peguana
- Lethe pekiangensis
- Lethe perimede
- Lethe perimele
- Lethe permagnis
- Lethe philemon
- Lethe plistia
- Lethe privigna
- Lethe procne
- Lethe procris
- Lethe proxima
- Lethe purana
- Lethe ragalva
- Lethe rahula
- Lethe ramadeva
- Lethe ranoi
- Lethe ratnacri
- Lethe ratnapandi
- Lethe rawsoni
- Lethe robinsoni
- Lethe rohria
- Lethe rufa
- Lethe sachalinensis
- Lethe sadona
- Lethe sambaluna
- Lethe samio
- Lethe satarnus
- Lethe satyavati
- Lethe satyrina
- Lethe scanda
- Lethe serbonis
- Lethe sicelides
- Lethe sicelis
- Lethe siderae
- Lethe sidonis
- Lethe sihala
- Lethe sikiangensis
- Lethe simulans
- Lethe sinorix
- Lethe sintica
- Lethe sisapon
- Lethe stenopa
- Lethe stenopoides
- Lethe styppax
- Lethe suffusa
- Lethe sumati
- Lethe sumatrensis
- Lethe sura
- Lethe suvarna
- Lethe syrcis
- Lethe tamuna
- Lethe teesta
- Lethe thawgawa
- Lethe titania
- Lethe todara
- Lethe tomariope
- Lethe transmontana
- Lethe trimacula
- Lethe tristigmata
- Lethe tritogeneia
- Lethe turpilius
- Lethe vaga
- Lethe vaivarta
- Lethe vajra
- Lethe vanda
- Lethe vanelia
- Lethe velitra
- Lethe verma
- Lethe whitelyi
- Lethe wilemani
- Lethe vindhya
- Lethe violaceopicta
- Lethe visrava
- Lethe yantra
- Lethe yoga
- Lethe zachara
- Lethe zaitha
- Lethe zeugitana
- Lethe zuchara